# Davide Appollonio
Davide Appollonio (Isernia, 2 giugno 1989) è un ex ciclista su strada italiano con caratteristiche di velocista, professionista dal 2010 al 2021.

## Carriera
Appollonio passò professionista nel 2010 con la squadra svizzera Cervélo Test Team dopo essere stato tra le file della stessa formazione sul finire del 2009 come stagista. Durante l'anno si aggiudicò una tappa al Tour du Limousin, sua prima vittoria tra i professionisti.
Con lo scioglimento della Cervélo a fine stagione fu sul punto di passare alla Movistar per il 2011, ma infine firmò per il Team Sky. In stagione ottenne due successi di tappa, al Tour de Luxembourg e al Tour du Poitou-Charentes, e in maggio partecipò al suo primo Giro d'Italia cogliendo buoni piazzamenti, tra cui un secondo posto alla tappa di Ravenna. Non prese invece parte alla successiva edizione della "Corsa rosa".
Nel 2013 si accorda con la AG2R La Mondiale e torna nella "Corsa rosa", che chiude all'ultimo posto. L'anno dopo invece, sempre al Giro, è costretto al ritiro per essere arrivato 16" sopra il tempo massimo di una tappa. Proprio nel 2014 coglie numerosi piazzamenti, senza però riuscire a ritrovare la vittoria. Mette a referto la miglior prestazione nel mese di marzo, quando conclude al secondo posto la Roma Maxima. A fine stagione lascia la AG2R firmando con la Androni Giocattoli-Venezuela di Gianni Savio.
Il 30 giugno 2015 l'UCI comunica che Appollonio è stato trovato positivo all'EPO ed è stato di conseguenza sospeso in attesa delle controanalisi. Nel corso della stessa giornata Gianni Savio, team manager della squadra, annuncia che se la positività venisse confermata il suo atleta andrebbe incontro al licenziamento e a una penale economica di 100000 €. Appollonio è stato licenziato. Il 22 aprile è stato squalificato per 4 anni, mentre la Androni Giocattoli-Sidermec, sua ex squadra, l'ha citato in giudizio chiedendo il risarcimento danni.
Dopo aver scontato la squalifica, torna alle corse nel 2019 con la Amore & Vita-Prodir durante la Volta a Portugal, dove trova la vittoria nella prima tappa. Si ritira dalle corse a fine 2021.

## Palmarès
- 2007 (Juniores)

Giro Paesi di Citerna
4ª tappa 3Tre Bresciana
Trofeo Città di Palazzolo
4ª tappa Giro della Toscana Juniores
Gran Premio Liberazione Juniores
- 2009 (Hopplà-Seano Under-23, quattro vittorie)

Giro delle Colline Capannoresi
Coppa Lanciotto Ballerini
Firenze-Empoli
Gran Premio Pretola
- 2010 (Cervélo TestTeam, una vittoria)

4ª tappa Tour du Limousin (Ambazac > Limoges)
- 2011 (Team Sky, due vittorie)

4ª tappa Tour de Luxembourg (Eschweiler > Roost)
1ª tappa Tour du Poitou-Charentes (Surgères > Cognac)
- 2019 (Amore & Vita, una vittoria)

1ª tappa Volta a Portugal (Miranda do Corvo > Leiria)

### Altri successi
- 2015  (Androni Giocattoli-Sidermec, una vittoria)

Classifica a punti Giro di Slovenia

## Piazzamenti

### Grandi Giri
- Giro d'Italia

2011: ritirato (13ª tappa)
2013: 168º
2014: fuori tempo massimo (11ª tappa)
2015: 123º

### Classiche monumento
- Milano-Sanremo

2013: 52º
2014: 28º
- Giro delle Fiandre

2013: ritirato
2014: ritirato
- Parigi-Roubaix

2013: ritirato
- Liegi-Bastogne-Liegi

2012: ritirato
- Giro di Lombardia

2010: ritirato